# Rubin (hop)
Rubin is een hopvariëteit, gebruikt voor het brouwen van bier.
Deze hopvariëteit is een “bitterhop”, bij het bierbrouwen voornamelijk gebruik voor zijn bittereigenschappen. Deze Tsjechische variëteit werd in 2007 op de markt gebracht en heeft genetische eigenschappen die gelijk zijn aan oude Midden-Europese aromahoppen.

## Kenmerken
- Alfazuur: 10 – 14%
- Bètazuur: 4 – 6%
- Eigenschappen: